# Скребатно (община Охрид)
 Тази статия е за селото в Северна Македония.  За селото в България вижте Скребатно.  
Скребатно (на македонска литературна норма: Скребатно) е село в община Охрид на Северна Македония.

## География
Селото е разположено североизточно от Охрид в планината Петрино.

## История
В „Етнография на вилаетите Адрианопол, Монастир и Салоника“, издадена в Константинопол в 1878 година и отразяваща статистиката на населението от 1873 годиа Скребатно (Skrébatno) е посочено като село с 55 домакинства със 167 жители българи.
Според Васил Кънчов в 90-те години Сребатно е малко селце със 70 - 80 български християнски къщи. Според статистиката му („Македония. Етнография и статистика“) в 1900 година Скребатно е населявано от 490 жители, всички българи християни.
На Етнографската карта на Битолския вилает на Картографския институт в София от 1901 година Скребатно е чисто българско село в Охридската каза на Битолския санджак с 80 къщи.

В началото на XX век цялото население на Скребатно е под върховенството на Българската екзархия. По данни на секретаря на екзархията Димитър Мишев („La Macédoine et sa Population Chrétienne“) в 1905 година в Скребатно има 640 българи екзархисти и в него функционира българско училище. В рапорт от 1905 година главният учител Деребанов отбелязва, че селото има 82 български къщи. За поминъка на местните жители той пише: 
| „ | Занимават се със земеделие. Някои отиват на чужбина и работят с надница. Добър поминък имат от своите овощни дървеса. Селото има добро бъдеще, защото ще могат да станат добри скотовъдци, а овощните дървеса ще им дават добър приход. | “ |

При избухването на Балканската война в 1912 година 19 души от Скребатно са доброволци в Македоно-одринското опълчение.
По време на българското управление на Вардарска Македония през Първата световна война Скребатно е част от Велгошка община в Охридска околия на Охридски окръг и има 520 жители.
Църквата „Успение на Пресвета Богородица“ е изградена в 1922 година от кършен камък. Живописта е от 1929 година, дело на Кръстьо Николов и сина му Рафаил Кръстев от Лазарополе. На 10 септември 1999 година е осветен темелният камък на църквата „Св. св. Константин и Елена“. На 20 юли 2004 година са осветени темелите на църквата „Света Неделя“.
Според преброяването от 2002 година селото има 6 жители северномакедонци.
| Националност     | Всичко |
| северномакедонци | 6      |
| албанци          | 0      |
| турци            | 0      |
| роми             | 0      |
| власи            | 0      |
| сърби            | 0      |
| бошняци          | 0      |
| други            | 0      |

## Личности
Родени в Скребатно
- Вангел Наумовски (1924 - 2006), виден художник от Република Македония
- Петко Николов, македоно-одрински опълченец, 19-годишен, зидар, 4 рота на 9 велешка дружина, ранен, носител на орден „За храброст“ IV степен[11]